# Danh sách tích phân với hàm lượng giác ngược
Dưới đây là danh sách các tích phân với hàm lượng giác ngược.
{\displaystyle \int \arcsin {\frac {x}{c}}\,dx=x\arcsin {\frac {x}{c}}+{\sqrt {c^{2}-x^{2}}}}
{\displaystyle \int x\arcsin {\frac {x}{c}}\,dx=\left({\frac {x^{2}}{2}}-{\frac {c^{2}}{4}}\right)\arcsin {\frac {x}{c}}+{\frac {x}{4}}{\sqrt {c^{2}-x^{2}}}}
{\displaystyle \int x^{2}\arcsin {\frac {x}{c}}\,dx={\frac {x^{3}}{3}}\arcsin {\frac {x}{c}}+{\frac {x^{2}+2c^{2}}{9}}{\sqrt {c^{2}-x^{2}}}}
{\displaystyle \int x^{n}\sin ^{-1}x\,dx={\frac {1}{n+1}}\left(x^{n+1}\sin ^{-1}x\right.}
{\displaystyle \left.+{\frac {x^{n}{\sqrt {1-x^{2}}}-nx^{n-1}\sin ^{-1}x}{n-1}}+n\int x^{n-2}\sin ^{-1}x\,dx\right)}
{\displaystyle \int \arccos {\frac {x}{c}}\,dx=x\arccos {\frac {x}{c}}-{\sqrt {c^{2}-x^{2}}}}
{\displaystyle \int x\arccos {\frac {x}{c}}\,dx=\left({\frac {x^{2}}{2}}-{\frac {c^{2}}{4}}\right)\arccos {\frac {x}{c}}-{\frac {x}{4}}{\sqrt {c^{2}-x^{2}}}}
{\displaystyle \int x^{2}\arccos {\frac {x}{c}}\,dx={\frac {x^{3}}{3}}\arccos {\frac {x}{c}}-{\frac {x^{2}+2c^{2}}{9}}{\sqrt {c^{2}-x^{2}}}}
{\displaystyle \int \arctan {\frac {x}{c}}\,dx=x\arctan {\frac {x}{c}}-{\frac {c}{2}}\ln(c^{2}+x^{2})}
{\displaystyle \int x\arctan {\frac {x}{c}}\,dx={\frac {c^{2}+x^{2}}{2}}\arctan {\frac {x}{c}}-{\frac {cx}{2}}}
{\displaystyle \int x^{2}\arctan {\frac {x}{c}}\,dx={\frac {x^{3}}{3}}\arctan {\frac {x}{c}}-{\frac {cx^{2}}{6}}+{\frac {c^{3}}{6}}\ln {c^{2}+x^{2}}}
{\displaystyle \int x^{n}\arctan {\frac {x}{c}}\,dx={\frac {x^{n+1}}{n+1}}\arctan {\frac {x}{c}}-{\frac {c}{n+1}}\int {\frac {x^{n+1}dx}{c^{2}+x^{2}}}\qquad {\mbox{(}}n\neq 1{\mbox{)}}}
{\displaystyle \int \operatorname {arcsec} {\frac {x}{c}}\,dx=x\operatorname {arcsec} {\frac {x}{c}}+{\frac {x}{c|x|}}\ln {|x\pm {\sqrt {x^{2}-1}}|}}
{\displaystyle \int x\operatorname {arcsec} {x}\,dx\,=\,{\frac {1}{2}}\left(x^{2}\operatorname {arcsec} {x}-{\sqrt {x^{2}-1}}\right)}
{\displaystyle \int x^{n}\operatorname {arcsec} {x}\,dx\,=\,{\frac {1}{n+1}}\left(x^{n+1}\operatorname {arcsec} {x}-{\frac {1}{n}}\left(x^{n-1}{\sqrt {x^{2}-1}}\;\right.\right.}
{\displaystyle \left.\left.+(1-n)\left(x^{n-1}\operatorname {arcsec} {x}+(1-n)\int x^{n-2}\operatorname {arcsec} {x}\,dx\right)\right)\right)}
{\displaystyle \int \mathrm {arccot} \,{\frac {x}{c}}\,dx=x\,\mathrm {arccot} \,{\frac {x}{c}}+{\frac {c}{2}}\ln(c^{2}+x^{2})}
{\displaystyle \int x\,\mathrm {arccot} \,{\frac {x}{c}}\,dx={\frac {c^{2}+x^{2}}{2}}\,\mathrm {arccot} \,{\frac {x}{c}}+{\frac {cx}{2}}}
{\displaystyle \int x^{2}\,\mathrm {arccot} \,{\frac {x}{c}}\,dx={\frac {x^{3}}{3}}\,\mathrm {arccot} \,{\frac {x}{c}}+{\frac {cx^{2}}{6}}-{\frac {c^{3}}{6}}\ln(c^{2}+x^{2})}
{\displaystyle \int x^{n}\,\mathrm {arccot} \,{\frac {x}{c}}\,dx={\frac {x^{n+1}}{n+1}}\,\mathrm {arccot} \,{\frac {x}{c}}+{\frac {c}{n+1}}\int {\frac {x^{n+1}dx}{c^{2}+x^{2}}}\qquad {\mbox{(}}n\neq 1{\mbox{)}}}